# Großer Preis von Italien 1976
Der Große Preis von Italien 1976 (offiziell XLVII Gran Premio d'Italia) fand am 12. September auf dem Autodromo Nazionale di Monza in Monza statt und war das 13. Rennen der Automobil-Weltmeisterschaft 1976.

## Berichte

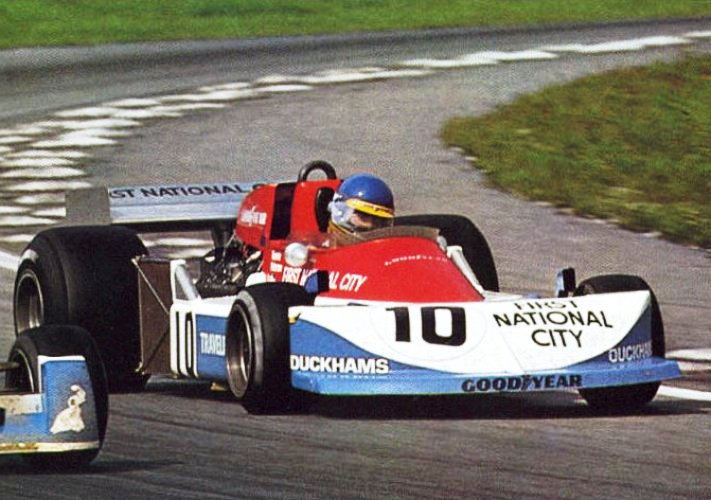
Ronnie Peterson im March 761

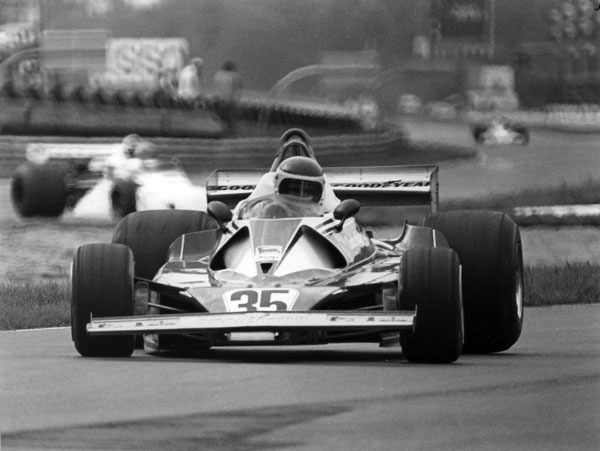
Carlos Reutemann im Ferrari 312T2

### Hintergrund
Aufgrund von Modifikationen an der ersten Schikane und durch die Installation einer zweiten Schikane zwischen der Curva Grande und den Lesmo-Kurven war die Länge der traditionsreichen Strecke in Monza auf exakt 5,8 Kilometer angewachsen.
Die Rückkehr des in der Weltmeisterschaftswertung nach wie vor führenden Niki Lauda bereits sechs Wochen nach seinem schweren Unfall beim Großen Preis von Deutschland war die Sensation des Wochenendes. Dass dies nicht nur für die Fachwelt, sondern auch für die Scuderia Ferrari eine Überraschung war, zeigte die Tatsache, dass man inzwischen Carlos Reutemann als Ersatzfahrer verpflichtet und für den italienischen Grand Prix gemeldet hatte. Dieser hatte aufgrund seiner Unzufriedenheit mit den anfälligen Alfa-Romeo-Motoren vorzeitig seinen Werksfahrervertrag mit Brabham gekündigt. Infolgedessen brachte Ferrari an diesem Wochenende drei Wagen an den Start.
Die Lücke, die Reutemann bei Brabham hinterließ, überbrückte Teamchef Bernie Ecclestone vorübergehend mit Rolf Stommelen. Guy Edwards kehrte ins Hesketh-Cockpit zurück.
Otto Stuppacher, dessen Meldung als Privatfahrer bei seinem Heimrennen vier Wochen zuvor abgelehnt worden war, wurde nun von den Veranstaltern des Italien-GP als Fahrer eines Tyrrell 007 zugelassen.
Jacky Ickx bestritt seinen 100. Grand Prix.

### Training
Die beiden ersten Einheiten des Qualifikationstrainings am Freitag fanden bei regnerischen Bedingungen statt. Aufgrund dessen erreichte keiner der Teilnehmer eine Rundenzeit unter zwei Minuten.
Die Zeiten, die am Folgetag bei besseren Wetterverhältnissen erzielt wurden, zählten daraufhin für die Startaufstellung. Jacques Laffite konnte seine erste Pole-Position in der Formel 1 sicherstellen. Die erste Startreihe teilte er sich mit Tyrrell-Pilot Jody Scheckter. Es folgte Brabham-Stammfahrer Carlos Pace neben dem zweiten Tyrrell P34 von Patrick Depailler. Lauda und Hans-Joachim Stuck bildeten die dritte Reihe.
Arturo Merzario und Stuppacher verfehlten die Qualifikation für das auf maximal 26 Fahrzeuge limitierte Starterfeld und reisten daraufhin ab.
John Watson hatte die achtschnellste Rundenzeit vor den beiden McLaren von James Hunt und Jochen Mass erreicht. In den Tanks der Fahrzeuge dieser drei Piloten wurde allerdings nach dem Training regelwidriger Kraftstoff festgestellt. Daraufhin wurden die Rundenzeiten, die die drei Fahrer am Samstag erzielt hatten, gestrichen. Die bei Regen am Vortag erzielten Zeiten reichten jedoch für eine Qualifikation nicht aus, sodass gemäß den Regeln Merzario und Stuppacher ins Starterfeld hätten nachrücken dürfen. Da diese jedoch bereits abgereist waren, wurden Hunt und Mass für die beiden letzten Startplätze zugelassen.
Zugunsten von Watson verzichtete außerdem Hesketh-Pilot Edwards auf die Rennteilnahme. Als Gegenleistung dafür erstattete ihm das Team Penske die Reisekosten für das folgende Überseerennen in Kanada. Watson konnte daraufhin vom letzten Startplatz aus am Rennen teilnehmen.

### Rennen
In der ersten Schikane ging Scheckter vor Laffite und Pace in Führung. Letzterer wurde jedoch bereits während der ersten Runde von Depailler, Ronnie Peterson und Reutemann überholt. Lauda lag am Ende des ersten Umlaufs auf dem zwölften Rang, während sich Hunt, Mass und Watson von ihren hinteren Startplätzen aus nach vorn arbeiteten. Diese Aufholjagd endete allerdings für Mass bereits nach zwei Runden aufgrund von Fehlzündungen.
Während Scheckter seine Führung zunächst erfolgreich verteidigte, wurde Laffite von Peterson und Depailler auf den vierten Rang verdrängt. Clay Regazzoni, der rasch aufholte, zog in der elften Runde ebenfalls an Laffite vorbei. Im gleichen Umlauf übernahm Peterson die Führung von Scheckter und verteidigte sie bis ins Ziel. Der aussichtsreichste Verfolger Laudas im Kampf um die Weltmeisterschaft, Hunt, schied unterdessen auf Rang zwölf liegend aufgrund eines Drehers aus. Scheckter wurde während der folgenden Runden nach und nach von Depailler, Regazzoni, Laffite und Lauda überholt.
Aufgrund von Motorproblemen fiel Depailler gegen Ende des Rennens vom zweiten auf den sechsten Rang zurück. Regazzoni wurde somit Zweiter vor Laffite und Lauda, der bei seinem Comeback trotz unvollständiger Genesung einen bemerkenswerten vierten Platz erreichte. Jackie Stewart bezeichnete dies als die heldenhafteste Leistung, die er jemals in irgendeinem Sport erlebt habe.
Peterson feierte seinen achten Grand-Prix-Sieg. In der Teamgeschichte von March war dies der dritte und letzte Erfolg.

## Meldeliste
| Team                                   | Nr. | Fahrer                   | Chassis         | Motor                     | Reifen |
| -------------------------------------- | --- | ------------------------ | --------------- | ------------------------- | ------ |
| Scuderia Ferrari SpA SEFAC             | 01  | Niki Lauda               | Ferrari 312T2   | Ferrari 015 3.0 F12       | G      |
| Scuderia Ferrari SpA SEFAC             | 02  | Clay Regazzoni           | Ferrari 312T2   | Ferrari 015 3.0 F12       | G      |
| Scuderia Ferrari SpA SEFAC             | 35  | Carlos Reutemann         | Ferrari 312T2   | Ferrari 015 3.0 F12       | G      |
| Elf Team Tyrrell                       | 03  | Jody Scheckter           | Tyrrell P34     | Ford Cosworth DFV 3.0 V8  | G      |
| Elf Team Tyrrell                       | 04  | Patrick Depailler        | Tyrrell P34     | Ford Cosworth DFV 3.0 V8  | G      |
| John Player Team Lotus                 | 05  | Mario Andretti           | Lotus 77        | Ford Cosworth DFV 3.0 V8  | G      |
| John Player Team Lotus                 | 06  | Gunnar Nilsson           | Lotus 77        | Ford Cosworth DFV 3.0 V8  | G      |
| Martini Racing                         | 07  | Rolf Stommelen           | Brabham BT45    | Alfa Romeo 115-12 3.0 F12 | G      |
| Martini Racing                         | 08  | Carlos Pace              | Brabham BT45    | Alfa Romeo 115-12 3.0 F12 | G      |
| Beta Team March                        | 09  | Vittorio Brambilla       | March 761       | Ford Cosworth DFV 3.0 V8  | G      |
| March Engineering                      | 10  | Ronnie Peterson          | March 761       | Ford Cosworth DFV 3.0 V8  | G      |
| March Engineering                      | 34  | Hans-Joachim Stuck       | March 761       | Ford Cosworth DFV 3.0 V8  | G      |
| Marlboro Team McLaren                  | 11  | James Hunt               | McLaren M23     | Ford Cosworth DFV 3.0 V8  | G      |
| Marlboro Team McLaren                  | 12  | Jochen Mass              | McLaren M26     | Ford Cosworth DFV 3.0 V8  | G      |
| Shadow Racing Team                     | 16  | Tom Pryce                | Shadow DN8      | Ford Cosworth DFV 3.0 V8  | G      |
| Shadow Racing Team                     | 17  | Jean-Pierre Jarier       | Shadow DN5B     | Ford Cosworth DFV 3.0 V8  | G      |
| Team Surtees                           | 18  | Brett Lunger             | Surtees TS19    | Ford Cosworth DFV 3.0 V8  | G      |
| Team Surtees                           | 19  | Alan Jones               | Surtees TS19    | Ford Cosworth DFV 3.0 V8  | G      |
| Walter Wolf Racing                     | 20  | Arturo Merzario          | Williams FW05   | Ford Cosworth DFV 3.0 V8  | G      |
| Team Ensign                            | 22  | Jacky Ickx               | Ensign N176     | Ford Cosworth DFV 3.0 V8  | G      |
| Hesketh Racing with Rizla Penthouse    | 24  | Harald Ertl              | Hesketh 308D    | Ford Cosworth DFV 3.0 V8  | G      |
| Penthouse Rizla Racing with Hesketh    | 25  | Guy Edwards              | Hesketh 308D    | Ford Cosworth DFV 3.0 V8  | G      |
| Ligier Gitanes                         | 26  | Jacques Laffite          | Ligier JS5      | Matra MS73 3.0 V12        | G      |
| Citibank Team Penske                   | 28  | John Watson              | Penske PC4      | Ford Cosworth DFV 3.0 V8  | G      |
| Copersucar-Fittipaldi                  | 30  | Emerson Fittipaldi       | Copersucar FD04 | Ford Cosworth DFV 3.0 V8  | G      |
| Scuderia Gulf Rondini                  | 37  | Alessandro Pesenti-Rossi | Tyrrell 007     | Ford Cosworth DFV 3.0 V8  | G      |
| Team Norev Racing with BS Fabrications | 38  | Henri Pescarolo          | Surtees TS19    | Ford Cosworth DFV 3.0 V8  | G      |
| ÖASC Racing Team                       | 39  | Otto Stuppacher          | Tyrrell 007     | Ford Cosworth DFV 3.0 V8  | G      |
| HB Bewaking Alarm Systems              | 40  | Larry Perkins            | Boro 001        | Ford Cosworth DFV 3.0 V8  | G      |

## Klassifikationen

### Startaufstellung
| Pos. | Fahrer                   | Konstrukteur       | Zeit    | Ø-Geschwindigkeit | Start |
| ---- | ------------------------ | ------------------ | ------- | ----------------- | ----- |
| 01   | Jacques Laffite          | Ligier-Matra       | 1:41,35 | 206,019 km/h      | 01    |
| 02   | Jody Scheckter           | Tyrrell-Ford       | 1:41,38 | 205,958 km/h      | 02    |
| 03   | Carlos Pace              | Brabham-Alfa Romeo | 1:41,53 | 205,654 km/h      | 03    |
| 04   | Patrick Depailler        | Tyrrell-Ford       | 1:42,06 | 204,586 km/h      | 04    |
| 05   | Niki Lauda               | Ferrari            | 1:42,09 | 204,525 km/h      | 05    |
| 06   | Hans-Joachim Stuck       | March-Ford         | 1:42,18 | 204,345 km/h      | 06    |
| 07   | Carlos Reutemann         | Ferrari            | 1:42,38 | 203,946 km/h      | 07    |
| 08   | Ronnie Peterson          | March-Ford         | 1:42,64 | 203,429 km/h      | 08    |
| 09   | Clay Regazzoni           | Ferrari            | 1:42,96 | 202,797 km/h      | 09    |
| 10   | Jacky Ickx               | Ensign-Ford        | 1:43,29 | 202,149 km/h      | 10    |
| 11   | Rolf Stommelen           | Brabham-Alfa Romeo | 1:43,29 | 202,149 km/h      | 11    |
| 12   | Gunnar Nilsson           | Lotus-Ford         | 1:43,30 | 202,130 km/h      | 12    |
| 13   | Larry Perkins            | Boro-Ford          | 1:43,32 | 202,091 km/h      | 13    |
| 14   | Mario Andretti           | Lotus-Ford         | 1:43,34 | 202,051 km/h      | 14    |
| 15   | Tom Pryce                | Shadow-Ford        | 1:43,63 | 201,486 km/h      | 15    |
| 16   | Vittorio Brambilla       | March-Ford         | 1:43,94 | 200,885 km/h      | 16    |
| 17   | Jean-Pierre Jarier       | Shadow-Ford        | 1:44,05 | 200,673 km/h      | 17    |
| 18   | Alan Jones               | Surtees-Ford       | 1:44,41 | 199,981 km/h      | 18    |
| 19   | Harald Ertl              | Hesketh-Ford       | 1:44,56 | 199,694 km/h      | 19    |
| 20   | Emerson Fittipaldi       | Copersucar-Ford    | 1:44,57 | 199,675 km/h      | 20    |
| 21   | Alessandro Pesenti-Rossi | Tyrrell-Ford       | 1:44,62 | 199,579 km/h      | 21    |
| 22   | Henri Pescarolo          | Surtees-Ford       | 1:45,12 | 198,630 km/h      | 22    |
| 23   | Guy Edwards              | Hesketh-Ford       | 1:45,79 | 197,372 km/h      | DNS   |
| 24   | Brett Lunger             | Surtees-Ford       | 1:46,48 | 196,093 km/h      | 23    |
| 25   | Arturo Merzario          | Wolf-Williams-Ford | 1:47,31 | 194,576 km/h      | DNS   |
| 26   | Otto Stuppacher          | Tyrrell-Ford       | 1:55,22 | 181,219 km/h      | DNS   |
| 27   | James Hunt               | McLaren-Ford       | 2:08,76 | 162,162 km/h      | 24    |
| 28   | Jochen Mass              | McLaren-Ford       | 2:11,06 | 159,316 km/h      | 25    |
| 29   | John Watson              | Penske-Ford        | 2:13,95 | 155,879 km/h      | 26    |

Anmerkungen
1. 1 2 3  Die am Samstag erzielten Qualifikationszeiten wurden Hunt, Mass und Watson aufgrund der Verwendung nicht regelkonformen Kraftstoffs aberkannt. Die dargestellten Rundenzeiten stammen vom Freitag.

### Rennen
| Pos. | Fahrer                   | Konstrukteur       | Runden | Stopps | Zeit       | Start | Schnellste Runde |
| ---- | ------------------------ | ------------------ | ------ | ------ | ---------- | ----- | ---------------- |
| 01   | Ronnie Peterson          | March-Ford         | 52     | 0      | 1:30:35,6  | 08    | 1:41,3 (50.)     |
| 02   | Clay Regazzoni           | Ferrari            | 52     | 0      | + 2,3      | 09    | 1:41,4           |
| 03   | Jacques Laffite          | Ligier-Matra       | 52     | 0      | + 3,0      | 01    | 1:41,5           |
| 04   | Niki Lauda               | Ferrari            | 52     | 0      | + 19,4     | 05    | 1:42,1           |
| 05   | Jody Scheckter           | Tyrrell-Ford       | 52     | 0      | + 19,5     | 02    | 1:42,2           |
| 06   | Patrick Depailler        | Tyrrell-Ford       | 52     | 0      | + 35,7     | 04    | 1:42,5           |
| 07   | Vittorio Brambilla       | March-Ford         | 52     | 0      | + 43,9     | 16    | 1:43,2           |
| 08   | Tom Pryce                | Shadow-Ford        | 52     | 0      | + 52,9     | 15    | 1:42,5           |
| 09   | Carlos Reutemann         | Ferrari            | 52     | 0      | + 57,1     | 07    | 1:42,6           |
| 10   | Jacky Ickx               | Ensign-Ford        | 52     | 0      | + 1:12,4   | 10    | 1:43,0           |
| 11   | John Watson              | Penske-Ford        | 52     | 0      | + 1:42,2   | 26    | 1:43,3           |
| 12   | Alan Jones               | Surtees-Ford       | 51     | 1      | + 1 Runde  | 18    | 1:42,7           |
| 13   | Gunnar Nilsson           | Lotus-Ford         | 51     | 1      | + 1 Runde  | 12    | 1:44,1           |
| 14   | Brett Lunger             | Surtees-Ford       | 50     | 1      | + 2 Runden | 23    | 1:44,8           |
| 15   | Emerson Fittipaldi       | Copersucar-Ford    | 50     | 1      | + 2 Runden | 20    | 1:44,7           |
| 16   | Harald Ertl              | Hesketh-Ford       | 49     | 0      | DNF        | 19    | 1:43,6           |
| 17   | Henri Pescarolo          | Surtees-Ford       | 49     | 0      | + 3 Runden | 22    | 1:46,1           |
| 18   | Alessandro Pesenti-Rossi | Tyrrell-Ford       | 49     | 0      | + 3 Runden | 21    | 1:44,6           |
| 19   | Jean-Pierre Jarier       | Shadow-Ford        | 47     | 0      | + 5 Runden | 17    | 1:44,4           |
| –    | Rolf Stommelen           | Brabham-Alfa Romeo | 41     | 1      | DNF        | 11    | 1:44,6           |
| –    | Hans-Joachim Stuck       | March-Ford         | 23     | 0      | DNF        | 06    | 1:43,5           |
| –    | Mario Andretti           | Lotus-Ford         | 23     | 0      | DNF        | 14    | 1:43,4           |
| –    | James Hunt               | McLaren-Ford       | 11     | 0      | DNF        | 24    | 1:43,0           |
| –    | Larry Perkins            | Boro-Ford          | 8      | 0      | DNF        | 13    | 1:45,2           |
| –    | Carlos Pace              | Brabham-Alfa Romeo | 4      | 0      | DNF        | 03    | 1:46,0           |
| –    | Jochen Mass              | McLaren-Ford       | 2      | 0      | DNF        | 25    | 2:04,7           |

## WM-Stände nach dem Rennen
Die ersten sechs des Rennens bekamen 9, 6, 4, 3, 2 bzw. 1 Punkt(e). Es zählten nur die besten sieben Ergebnisse aus den ersten acht Rennen und die besten sieben Ergebnisse aus den letzten acht Rennen. In der Konstrukteurswertung zählte nur das Ergebnis des bestplatzierten Fahrers eines Teams.

### Fahrerwertung
| Pos. | Fahrer             | Konstrukteur               | Punkte |
| ---- | ------------------ | -------------------------- | ------ |
| 01   | Niki Lauda         | Ferrari                    | 64     |
| 02   | James Hunt         | McLaren-Ford               | 47     |
| 03   | Jody Scheckter     | Tyrrell-Ford               | 40     |
| 04   | Clay Regazzoni     | Ferrari                    | 28     |
| 05   | Patrick Depailler  | Tyrrell-Ford               | 27     |
| 06   | Jacques Laffite    | Ligier-Matra               | 20     |
| 07   | John Watson        | Penske-Ford                | 19     |
| 08   | Jochen Mass        | McLaren-Ford               | 14     |
| 09   | Ronnie Peterson    | Lotus-Ford / March-Ford    | 10     |
| 10   | Gunnar Nilsson     | Lotus-Ford                 | 10     |
| 11   | Tom Pryce          | Shadow-Ford                | 10     |
| 12   | Mario Andretti     | Lotus-Ford / Parnelli-Ford | 9      |
| 13   | Carlos Pace        | Brabham-Alfa Romeo         | 7      |
| 14   | Hans-Joachim Stuck | March-Ford                 | 6      |
| 15   | Alan Jones         | Surtees-Ford               | 4      |
| 16   | Carlos Reutemann   | Brabham-Alfa Romeo         | 3      |
| 17   | Emerson Fittipaldi | Copersucar-Ford            | 3      |
| 18   | Chris Amon         | Ensign-Ford                | 2      |
| 19   | Rolf Stommelen     | Brabham-Alfa Romeo         | 1      |
| 20   | Vittorio Brambilla | March-Ford                 | 1      |
| 21   | Harald Ertl        | Hesketh-Ford               | 0      |

| Pos. | Fahrer                   | Konstrukteur                    | Punkte |
| ---- | ------------------------ | ------------------------------- | ------ |
| 22   | Jean-Pierre Jarier       | Shadow-Ford                     | 0      |
| 23   | Jacky Ickx               | Wolf-Williams-Ford              | 0      |
| 24   | Larry Perkins            | Boro-Ford                       | 0      |
| 25   | Arturo Merzario          | March-Ford / Wolf-Williams-Ford | 0      |
| 26   | Renzo Zorzi              | Wolf-Williams-Ford              | 0      |
| 27   | Henri Pescarolo          | Surtees-Ford                    | 0      |
| 28   | Michel Leclère           | Wolf-Williams-Ford              | 0      |
| 29   | Bob Evans                | Lotus-Ford                      | 0      |
| 30   | Ingo Hoffmann            | Copersucar-Ford                 | 0      |
| 31   | Brett Lunger             | Surtees-Ford                    | 0      |
| 32   | Alessandro Pesenti-Rossi | Tyrrell-Ford                    | 0      |
| 33   | Loris Kessel             | Brabham-Ford                    | 0      |
| 34   | Lella Lombardi           | March-Ford / Brabham-Ford       | 0      |
| 35   | Guy Edwards              | Hesketh-Ford                    | 0      |
| 36   | Patrick Nève             | Brabham-Ford                    | 0      |
| –    | Ian Ashley               | B.R.M.                          | 0      |
| –    | Ian Scheckter            | Tyrrell-Ford                    | 0      |
| –    | Hans Binder              | Ensign-Ford                     | 0      |
| –    | Boy Hayje                | Penske-Ford                     | 0      |
| –    | Conny Andersson          | Surtees-Ford                    | 0      |

### Konstrukteurswertung
| Pos. | Konstrukteur       | Punkte |
| ---- | ------------------ | ------ |
| 01   | Ferrari            | 76     |
| 02   | McLaren-Ford       | 53     |
| 03   | Tyrrell-Ford       | 53     |
| 04   | Ligier-Matra       | 20     |
| 05   | Penske-Ford        | 19     |
| 06   | March-Ford         | 17     |
| 07   | Lotus-Ford         | 16     |
| 08   | Shadow-Ford        | 10     |
| 09   | Brabham-Alfa Romeo | 9      |

| Pos. | Konstrukteur       | Punkte |
| ---- | ------------------ | ------ |
| 10   | Surtees-Ford       | 4      |
| 11   | Copersucar-Ford    | 3      |
| 12   | Ensign-Ford        | 2      |
| 13   | Parnelli-Ford      | 1      |
| 14   | Wolf-Williams-Ford | 0      |
| 15   | Hesketh-Ford       | 0      |
| 16   | Boro-Ford          | 0      |
| 17   | Brabham-Ford       | 0      |
| –    | B.R.M.             | 0      |